# Ingo Koster
Ingo Koster (* 27. Januar 1950 in Gadebusch) ist ein deutscher Sänger, Komponist und Musikproduzent, dessen Karriere in den 1960er Jahren in der DDR begann.

## Leben
Koster verbrachte seine frühe Jugend in Berlin, wo er schon zeitig mit der Musik in Berührung kam. Während des Klavierunterrichts entdeckte er seine Liebe zur Gitarre. 1966 bekam er durch den Regisseur Jürgen Böttcher eine kleine Rolle in dem Film der DEFA Jahrgang 45. 1967 stieg er als Sänger und Bassist in Thomas Natschinski und seine Gruppe  (ehemals Team 4) ein und hatte zwei Jahre später einen Erfolg mit dem Song Mokka – Milch – Eisbar. Parallel zum Musikgeschäft absolvierte Koster eine Lehre als Kostüm-Herrenmaßschneider beim Deutschen Fernsehfunk und ließ sich von 1969 bis 1971 im Zentralen Studio für Unterhaltungskunst zum Sänger ausbilden. Im Jahr 1970 begann seine Zusammenarbeit mit der Band Brot & Salz, die sich 1978 in Drei umbenannte. Ebenfalls 1970 schaffte es Ingo Koster als einziger Künstler mit zwei Titeln in das Schlagerfinale von Einmal im Jahr mit dem Titel Maja Maja sowie Und so weiter. 1978 komponierte und produzierte er für den Soundtrack des DEFA-Films Sabine Wulff den Blues vom Abschied. 1987 schloss sich auch Gaby Rückert der Gruppe Drei an und gemeinsam mit ihr begann für Ingo Koster ein neuer musikalischer sowie privater Abschnitt. Nach dem Zerfall von Drei arbeitete er an der Seite von Rückert weiter. Ab 1992 produzierte und komponierte er unter dem eigenen Label Talisman Music einige Alben und Singles im balladenhaften Stil Koster/Rückert. In der gemeinsamen Zusammenarbeit zwischen Gaby Rückert und Ingo Koster entstanden Werke wie Auf einer langen Reise, Der Sand von Rügen sowie Tochter Sonnenschein. 1993 heiratete er seine Lebenspartnerin Gaby Rückert.
2010 veröffentlichte Ingo Koster gemeinsam mit Gaby Rückert das Album Lebenswert – Zwischen Liebe und Schmerz. Im gleichen Jahr kam das Weihnachtsalbum Weihnachtszeit auf den Markt, dessen Erlös der Tierhilfe Wendland e.V. zugutekam. Bis 2023 stand das Paar Gaby Rückert / Ingo Koster gemeinsam auf der Bühne. Am 21. Mai 2023 teilten Gaby Rückert und Ingo Koster mit, dass sie „in der bisherigen Konstellation Gaby Rückert & Ingo Koster nicht mehr auftreten können“. Grund sei Ingos Erkrankung. Ihm gehe es dennoch gut.
Koster lebt in Berlin und im Wendland. 

## Diskografie
- 1992: Talisman (Coster Record)
- 2000: Meine Geheimnisse (Coster Record)
- 2003: Immer weiter geht die Reise (Coster Record)
- 2005: Talisman 2 (Coster Record)
- 2006: Ingo Koster: Mokka-Milch-Eisbar (Choice Of Music)
- 2010: Lebenswert – Zwischen Liebe und Schmerz (Coster Records)
- 2010: Weihnachtszeit (Coster Records)